# ورم وعائي لمفي
{{معلومات مرض
| الاسم = وَرَمٌ وِعائِيٌّ لِمْفِيّ|صورة=Lymphangioma.jpg|تعليق=ورم وعائي لمفي (ورم رطب كيسي)}}وَرَمٌ وِعائِيٌّ لِمْفِيّ (بالإنجليزية: Lymphangioma) هو عبارة عن تشوهات في الجهاز اللمفاوي تتميز بكيسات رقيقة الجدران؛ يمكن أن تكون هذه الخراجات عيانية، كما في الورم الكيسي الرطب، أو مِجْهريّة. الجهاز الليمفاوي هو شبكة من الأوعية الدموية المسؤولة عن عودة السوائل الوريدية الزائدة من الأنسجة وكذلك الغدد الليمفاوية التي تقوم بتصفية هذا السائل من مسببات الأمراض. يمكن أن تحدث هذه التشوهات في أي عمر ويمكن أن تصيب أي جزء من الجسم، ولكن تحدث 90% منها في الأطفال أقل من عمر سنتين، وتصيب الرأس والرقبة. هذه التشوهات إما خِلْقية أو مُكتَسَبة. غالبًا ما ترتبط الأورام الوعائية اللمفية الخلقية مع شذوذ الكروموسومات مثل متلازمة تيرنر، على الرغم من أنها يمكن أن توجد أيضًا منفردة. وتُشخَّص عادةً قبل الولادة باستخدام تصوير الجنين بالموجات فوق الصوتية. قد تنجم الأورام الوعائية اللمفية عن الرضّات، أو الالتهاب، أو انسداد الأوعية اللمفاوية.
تكون معظم هذه الأورام حميدة والتي تؤدي فقط إلى كتلة لينة بطيئة النمو وملمسها كالعجين. ولعدم وجود أي فرصة لتحولها لأورام خبيثة، عادة ما يتم علاج الأورام الوعائية اللمفية لأسباب تجميلية فقط. نادرًا ما يؤدي الضغط على الأجهزة الحيوية إلى مضاعفات مثل الضائقة التنفسية عندما يضغط الورم على مجرى الهواء. ويشمل العلاج السَّحب، والاستئصال الجراحي، والليزر، والاجتثاث بالترددات الراديوية، والمعالجة بالتصليب.

## التصنيف

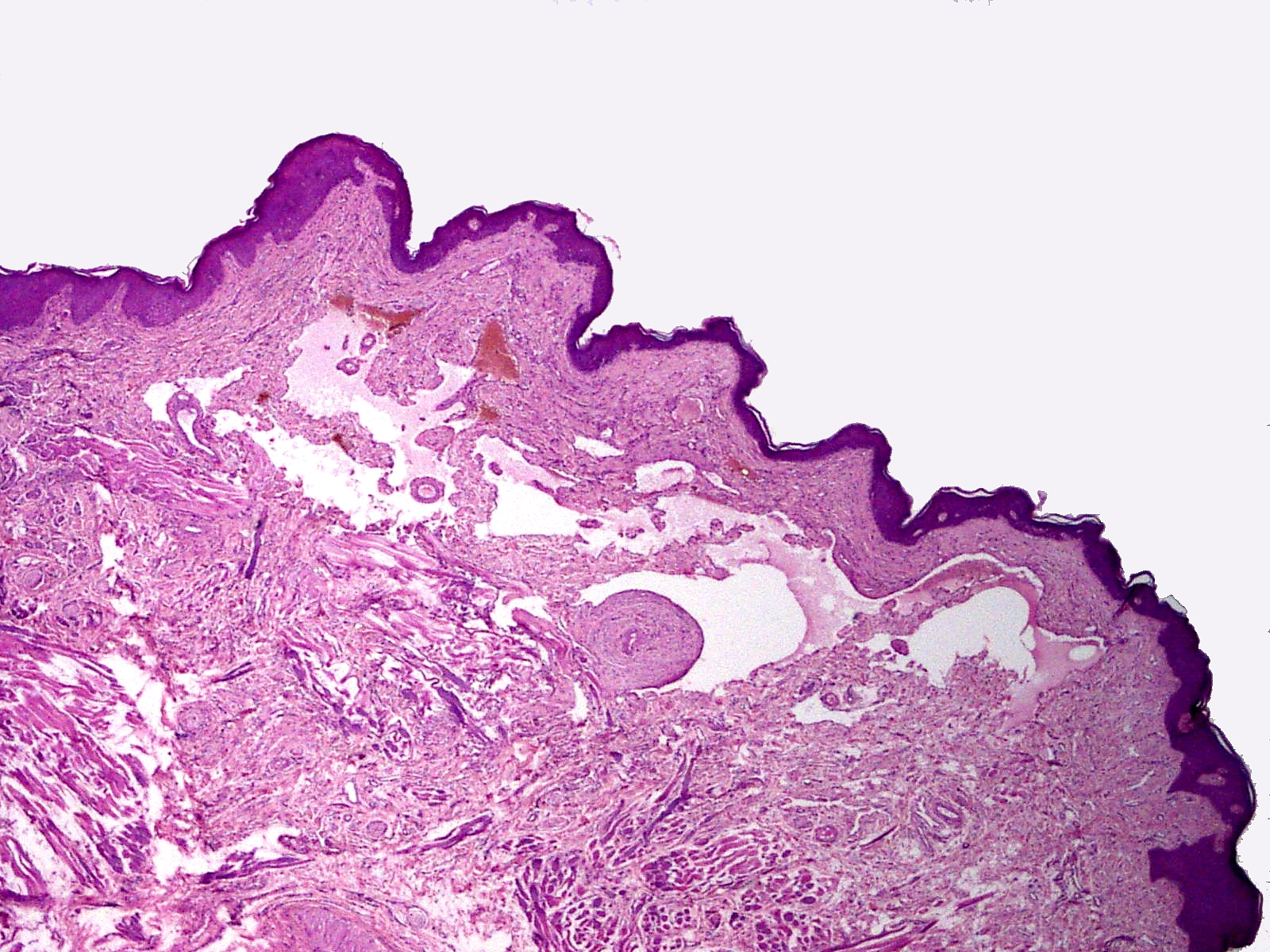
ورم وعائي كهفي بصبغة الهيماتوكسيلين والإيوسين. تظهر في الأدمة مساحات واسعة وغير منتظمة.

تقليديًا تُصَنَّف الأورام الوعائية اللمفية إلى ثلاثة أنواع فرعية: شعرية وكهفية والكيسي الرطب. يكون هذا التصنيف على أساس الخصائص المجهرية.
ورم وعائي شعيري
يتكون من أوعية لمفاوية صغيرة بحجم الشعيرات الدموية وتقع في البَشَرَة.
ورم وعائي كهفي
يتألف من قنوات لمفاوية متوسعة، ويغزوالأنسجة المحيطة به.
ورم كيسي رطب
يكون عبارة عن ورم وعائي لمفي كبير متعدد الكيسات مليء بسائل ملون وغني بالبروتين.
ورم وعائي لمفي دموي
وهي عبارة عن أورام وعائية لمفية مع مكوِّن من الأوعية الدموية.
يمكن أيضًا تصنيف الأورام الوعائية اللمفية إلى أنواع فرعية كيسية كبيرة (حجمها أكبر من 2 سم3)، وكييسات (حجمها أقل من 2 سم3)، ومختلطة وِفقًا لحجم الكيسات.
وأخيرًا، يمكن وصفها في مراحل، والتي تختلف حسب الموقع ومدى انتشار هذا المرض. تعتمد المرحلة على ما إذا كان الورم موجودًا أعلى العظم اللامي (suprahyoid) أو أسفل العظم اللامي (infrahyoid)، وما إذا كان الورم على جانب واحد من الجسم أو على كلا الجانبين.
المرحلة الأولى
على جانب واحد، تحت العظم اللامي.
المرحلة الثانية
على جانب واحد، أعلى العظم اللامي.
المرحلة الثالثة
على جانب واحد، أعلى وأسفل العظم اللامي.
المرحلة الرابعة
على كلا الجانبين، أعلى العظم اللامي.
المرحلة الخامسة
على كلا الجانبين، أعلى وأسفل العظم اللامي.

## العلامات والأعراض
هناك ثلاثة أنواع متميزة من الأورام الوعائية اللمفية، لكل منها أعراض مميزة. فهي تتميز بالعمق والحجم غير الطبيعي للأوعية الليمفاوية، ولكن يشمل جميعها تشوه في الجهاز اللمفاوي.
- ورم وعائي لمفي متحدد، تشوه وعائي لمفي كييسي، يشبه مجموعات من البثور الصغيرة التي تتراوح في اللون من الوردي إلى الأحمر الداكن.[5] وهي حميدة ولا تحتاج إلى علاج طبي، على الرغم من أن بعض المرضى قد تختار إزالتها جراحيًا لأسباب تجميلية.
- ورم وعائي كهفي موجود عادة عند الولادة، ولكن قد يظهر في وقت لاحق في حياة الطفل.[6] توجد هذه الكيسات الكبيرة عميقة تحت الجلد عادة على الرقبة واللسان والشفتين، [7] وتختلف على نطاق واسع في الحجم؛ تتراوح بين صغيرة مثل سنتيمتر في القطر إلى عدة سنتيمترات. في بعض الحالات قد تؤثر على طرف كامل مثلاليد أو القدم. على الرغم من أنها عادة ما تكون غير مؤلمة، قد يشعر المريض ببعض الألم الخفيف عند الضغط على المنطقة. وتكون في ألوان أبيض، وردي، أحمر، أزرق، أرجواني، وأسود؛ ويكون الألم أقل كلما خف لون البثرة.
- ورم رطب كيسي، ينظر له بعض الأطباء بكونه مشابه جدًا للورم اللمفي الكهفي ولايستحق فئة منفصلة. لكنه يكون أكثر ليونة من الورم الكهفي. يتطور في الأجنة وعادة ما يظهر على الرقبة (75%) أو تحت الإبط. وغالبًا ما يبدو كانتفاخ تحت الجلد.

## الأسباب
السبب المباشر للورم الوعائي اللمفي هو انسداد الجهاز اللمفاوي مع نمو الجنين، على الرغم من أن الأعراض قد تظل غير واضحة حتى بعد ولادة الطفل. لا يزال السبب غير معروف، وأيضًا غير معروف تبق لماذا الحويصلات اللمفاوية الجنينية منفصلة عن بقية الجهاز الليمفاوي.
يترافق الورم الكيسي الرطب الذي يبرز خلال أول فصلين من الحمل مع اضطرابات وراثية مثل متلازمة نونان وثلاثية الكروموسومات 13 و18 و21. تم العثور علىعدم توازن الصبغيات الكروموسومات مثل متلازمة تيرنر أو متلازمة داون في 40% من المرضى الذين يعانون من الورم الكيسي الرطب.

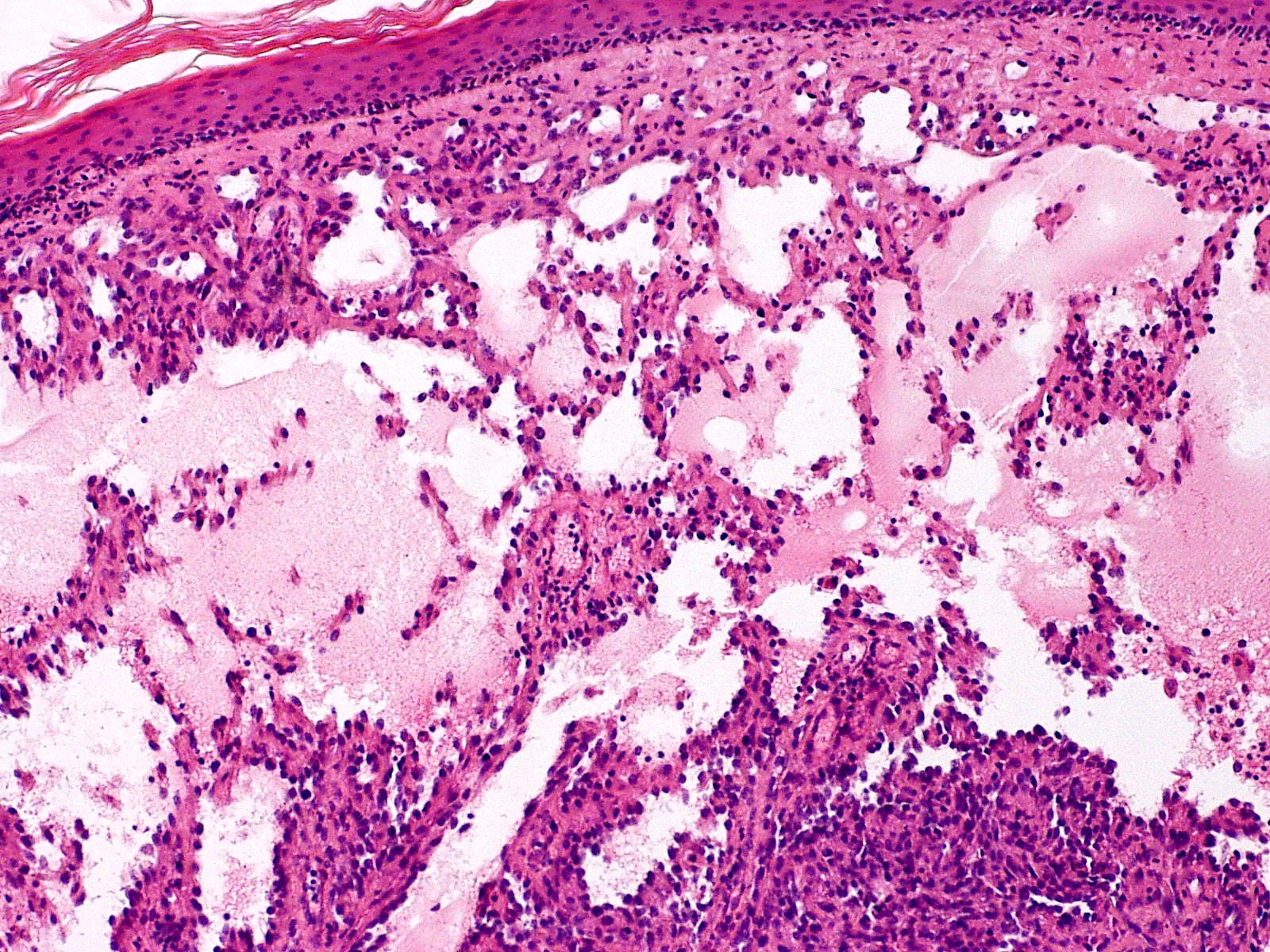
تكاثُر الورم الوعائي اللمفي، صبغة الهيماتوكسيلين والإيوسين. في بعض الأحيان، تبدأ الخلايا البطانية في الانقسام بشكل مفرط.

## التشخيص
يتم تشخيص الحالات عن طريق فحص الأنسجة. وفي حالات ما قبل الولادة يتم تشخيص الورم الكيسي باستخدام الموجات فوق الصوتية؛ وعند التأكد يكون من المستحسن بزل السلى للتحقق من الاضطرابات الوراثية المصاحبة.

## العلاج
يشمل علاج  الورم الكيسي الرطب إزالة الأنسجة غير الطبيعية؛ ومع ذلك قد تكون الإزالة الكاملة مستحيلة دون إزالة المناطق العادية الأخرى. الاستئصال الجراحي للورم هو العلاج المثالي، مع إضافة إجراءات إزالة نتيجة لنمو الورم اللمفي. معظم المرضى بحاجة إلى اثنين على الأقل من العمليات من أجل تحقيق عملية الإزالة. العلاج الإشعاعي والكي كيميائي ليس فعالًا كما في حالة الورم الوعائي. يوفر صرف السائل من الورم اللمفي راحة مؤقتة فقط، لذلك يتم إزالتها جراحيًا.
يتم حاليًأ العلاج الأقل جورًا والأكثر فعالية عن طريق أخصائي الأشعة. تُحقَن مادة مُصلِّبة، مثل الدوكسيسيكلين أوالإيثانول، مباشرةً في الكيس اللمفي. «يُعتقَد أن المادة تعمل عن طريق إذابة الخلايا البطانية للأوعية اللمفاوية المتعطلة.»

## تقدُّم المرض
يكون تطور الأورام الوعائية اللمفية عمومًا ممتاز. وترتبط هذه الحالة مع النزيف البسيط المتكرر، والتهاب النسيج الخلوي، وتسرب السوائل الليمفاوية. وتم الإبلاغ عن حالتين تحولتا إلى أورام وعائية لمفية خبيثة.
في الورم الكيسي الرطب، يمكن أن تسبب الخراجات الكبيرة عسر البلع، ومشاكل في الجهاز التنفسي، وعدوى خطيرة إذا أصابت الرقبة. لذا ينبغي على المرضى الذين يعانون من التليف الرطب أن يتلقوا دراسة تحليل لتحديد ما إذا كان لديهم شذوذ الكروموسومات، وينبغي على الآباء تلقي التوعية الوراثية إذ أن هذه الحالة يمكن أن تتكرر في حالات الحمل اللاحقة.
تشمل مضاعفات ما بعد الاستئصال الجراحي للورم الكيسي الرطب: إصابة هياكل الرقبة، والعدوى، وتكرار الحالة.

## الانتشار
الأورام الوعائية اللمفية نادرة الحدوث، مُمثلةً 4% من جميع أورام الأوعية الدموية في الأطفال. وعلى الرغم من إمكانية حدوثها في أي سن، يُرى 50% منها عند الولادة، و90% قبل عمر سنتين.

## التاريخ
في عام 1828، كان ردنباخر أول من وصف الورم الوعائي اللمفي. في عام 1843، قدم فيرنر أول تقرير لحالة الورم الكيسي الرطب من اليونانية "hygro" السوائل و"oma" الورم. في عام 1965، اقترح بيل أن الورم الوعائي اللمفي والورم الكيسي الرطب كلاهما اختلافات من كيان واحد وأن موقعها يحدد التصنيف.

## وصلات خارجية
- USC
- Cystic hygroma في موقع إي ميديسين
- Lymphatic Research Foundation: